# Sematuridae
I Sematuridi (Sematuridae Guenée, 1858) sono una famiglia di lepidotteri diffusa nelle Americhe e in Sudafrica.

## Descrizione

### Adulto
Le falene di questa famiglia sono di grandi dimensioni, diurne o notturne, solitamente codate e simili alle Uraniidae per aspetto generale (ad eccezione dei generi Apoprogones, Anuropteryx e Lonchotura). 
I chaetosemata possiedono lunghe setae che sporgono sopra gli occhi composti; le antenne sono ispessite nella zona apicale, assumendo una forma a mazza o ad uncino, mentre un organo timpanico per l'udito è sempre assente; ci sono altri caratteri distintivi nell'addome.

## Distribuzione e habitat
La sottofamiglia Apoprogoninae è rappresentata da una sola specie presente in Sudafrica, mentre la sottofamiglia Sematurinae è rappresentata da 39 specie nell'ecozona neotropicale.
Questa distribuzione apparentemente relittuale potrebbe essere correlata alla separazione geologica di Sud America ed Africa, ma non esiste ancora alcuna evidenza circa l'epoca in cui la divergenza evoluzionaria delle specie neotropicali e afrotropicali possa essere avvenuta; inoltre, per un moderno approccio molecolare volto alla soluzione del problema, servirebbe nuovo materiale genetico sia per il taxon sudafricano, sia per i generi americani Anurapteryx e Lonchotura.

## Tassonomia
La famiglia Sematuridae è composta da due sottofamiglie, per un totale di 6 generi e 40 specie:
- Apoprogoninae
  - Apoprogones hesperistis Hampson, 1903 – Swaziland
- Sematurinae
  - Coronidia Westwood, 1879 – 4 specie
  - Homidiana Strand, 1914 – 21 specie
  - Sematura Dalman, 1824 – 4 specie

Generi incertae sedis:
- Anurapteryx Hampson,  1918 – 9 specie, tra cui:
  - Anurapteryx crenulata
- Lonchotura Hampson,  1918 – 3 specie

La posizione di questa famiglia è stata solo recentemente chiarita sulla base di studi filogenetici: si è quindi confermato che la famiglia è correttamente assegnata alla superfamiglia Geometroidea; nel frattempo continua il sequenziamento del DNA di specie esistenti imparentate .